# Rhopus nigroclavatus
Rhopus nigroclavatus is een vliesvleugelig insect uit de familie Encyrtidae. De wetenschappelijke naam is voor het eerst geldig gepubliceerd in 1902 door Ashmead.